# Róża dzika

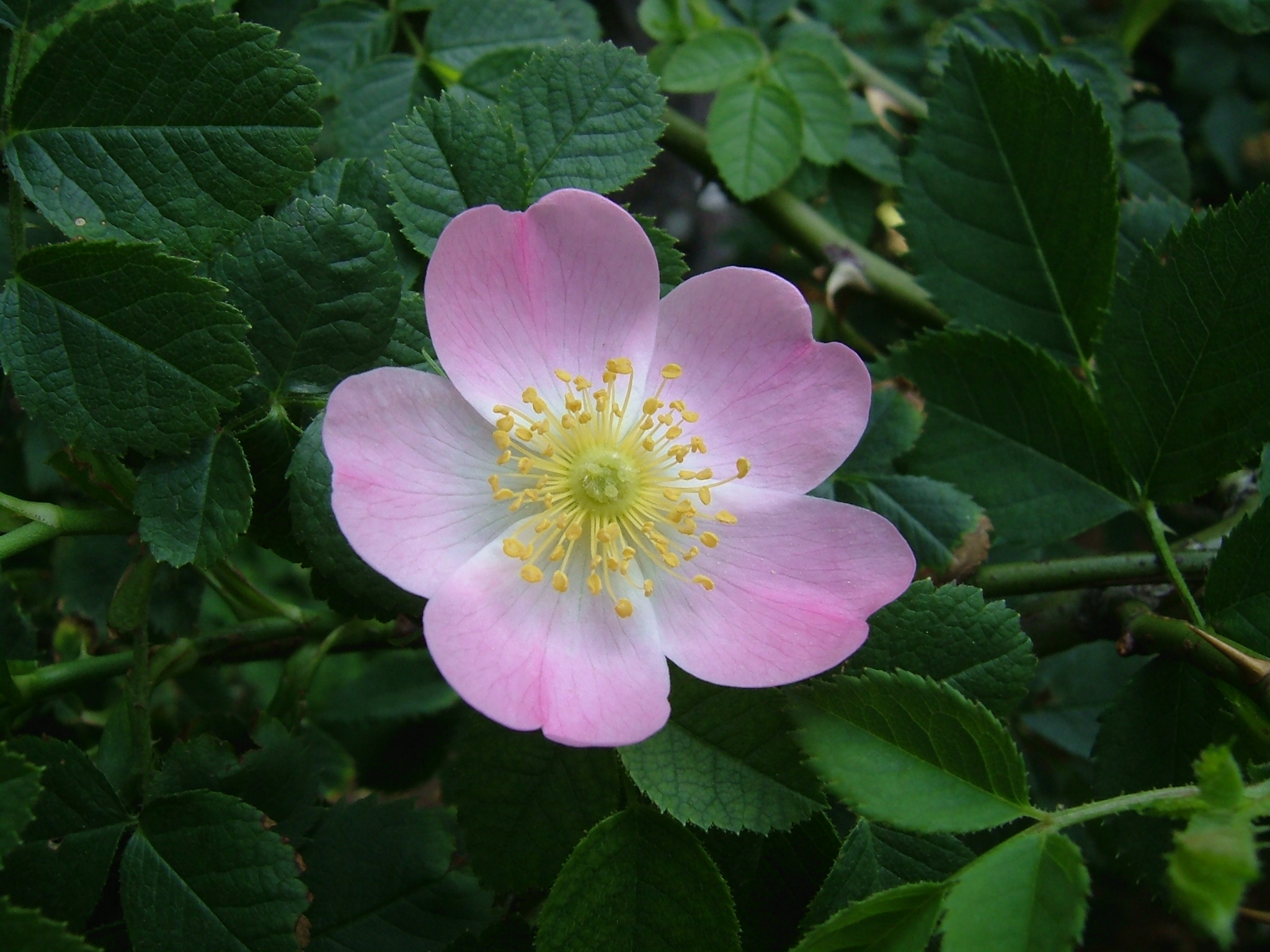
Kwiat róży dzikiej

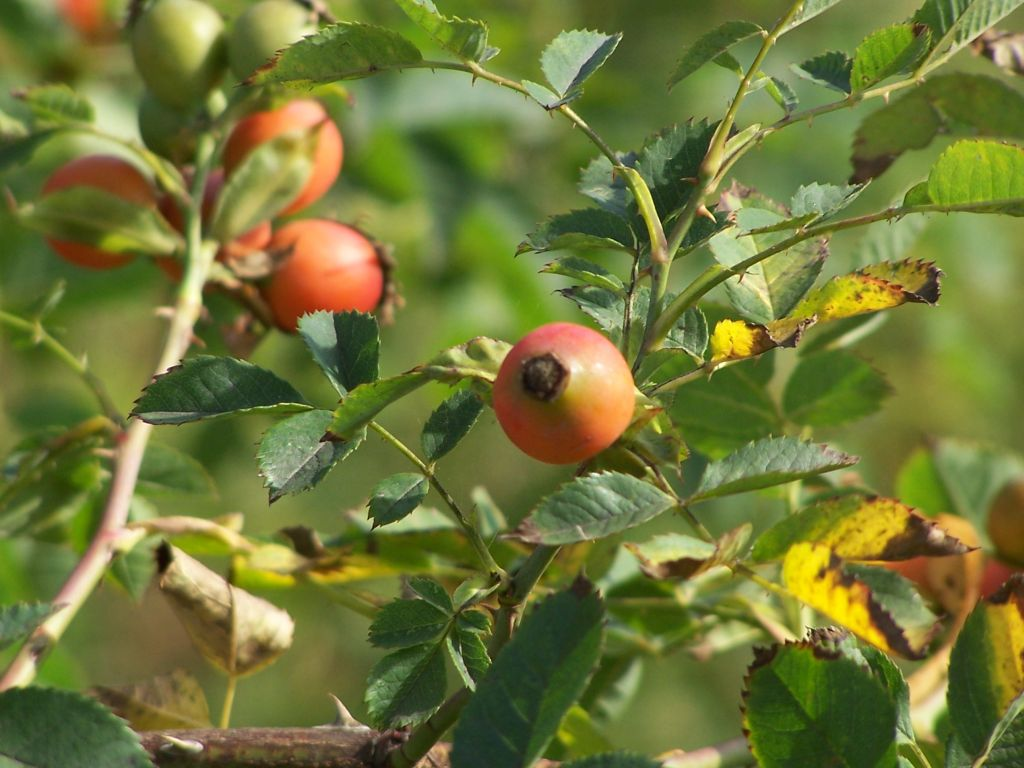
Owoce

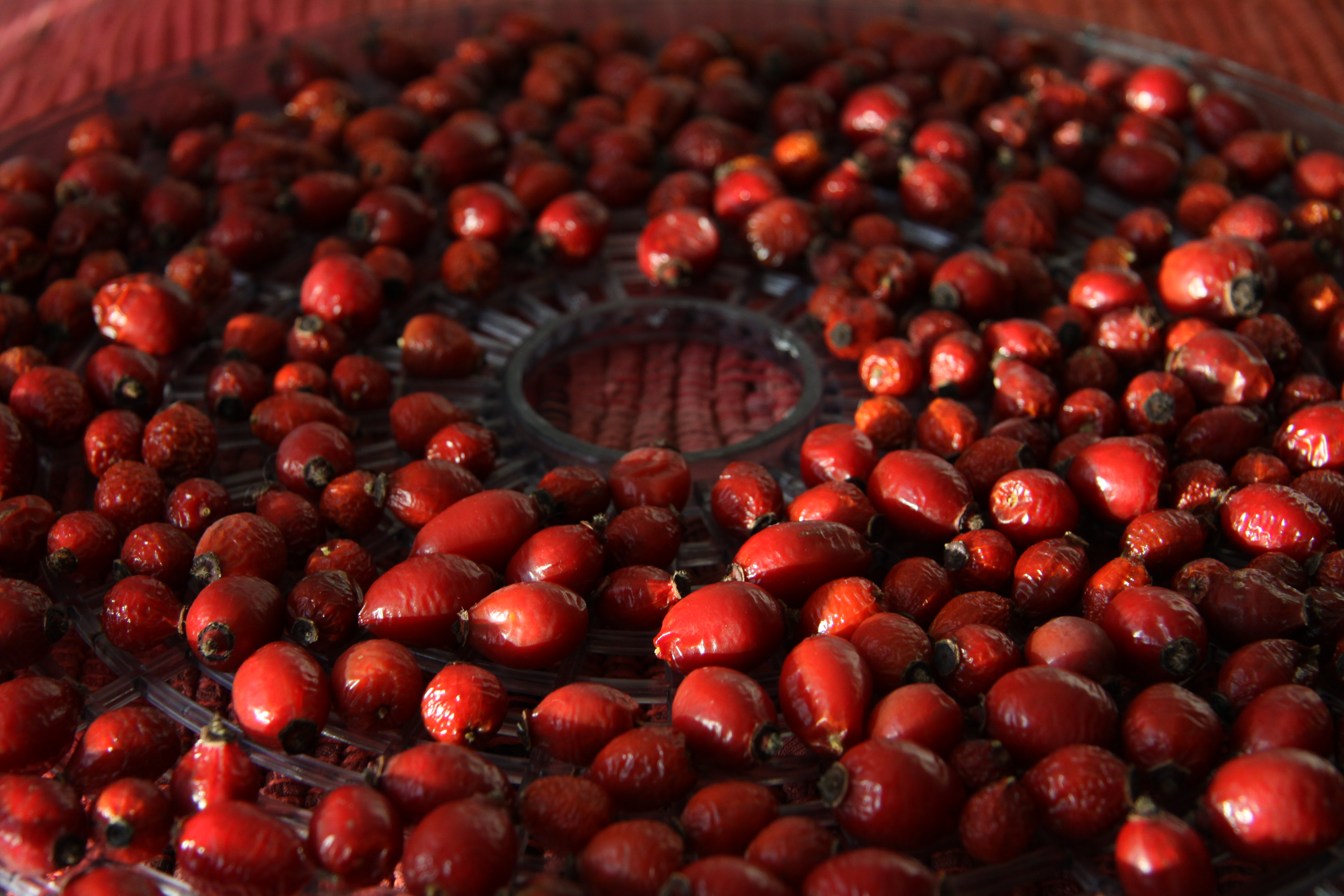
Owoce w trakcie suszenia

Róża dzika (Rosa canina L.), nazwy ludowe: psia róża (tłumaczenie nazwy łacińskiej) oraz szypszyna (pochodzenie słowiańskie; stąd szypszyniec różany) – gatunek krzewu z rodziny różowatych, z rodzaju róża. Występuje na obszarach umiarkowanych i ciepłych półkuli północnej. Można ją spotkać prawie w całej Europie, na terenach do 1500 m n.p.m., w Afryce Północnej, na Wyspach Kanaryjskich, na Maderze, w Azji; rozprzestrzeniła się także w Australii i Nowej Zelandii. W Polsce jest gatunkiem pospolitym.

## Morfologia
PokrójKrzew o wysokości do 3 m, czasami pnącze o wysokości do 12 m. Gałęzie są łukowato odgięte ku ziemi. Gałązki z silnie, hakowato zakrzywionymi kolcami.
LiścieZłożone są z 5–7 jajowato-eliptycznych, ostro ząbkowanych listków o ostro, pojedynczo lub podwójnie piłkowanych brzegach. Są zielone, rzadko tylko sine, nagie lub owłosione.
KwiatyPięciopłatkowe kwiaty, różowe lub białawe są pojedyncze lub zebrane w kwiatostany. Wyrastają na szypułkach dłuższych od podsadek. Działki kielicha słabo ogruczolone, po przekwitnięciu są przeważnie odgięte w dół i dość wcześnie odpadają. Hypancjum zazwyczaj podłużne, rzadko kuliste.
OwoceOwoc szupinkowy wielkości 2–3 cm, wydłużony, purpurowoczerwony.

## Biologia i ekologia
- Nanofanerofit. Porasta zarośla, skraje lasów, miedze, przydroża. W klasyfikacji zbiorowisk roślinnych gatunek charakterystyczny dla klasy (Cl.) Rhamno-Prunetea[7]. Kwitnie od maja do lipca, jej kwiaty wydzielają przyjemny zapach. Owoce są rozsiewane przez zwierzęta (endochoria).
- Gatunek zbiorowy, zmienny morfologicznie[6].
- Tworzy mieszańce z różą czerwonawą, r. gęstokolczastą, r. francuską, r. Jundziłła[6].
- Liczba chromosomów 2n = 5x = 35[5][8]. Niekiedy 2n = 28 albo 42[9]. Podczas mejozy I 14 chromosomów tworzy siedem biwalentów. Pozostałe 21 chromosomów pozostaje niesparowane. W zapłodnieniu uczestniczą komórki plemnikowe zawierająca 7 chromosomów i komórka jajowa z 28 chromosomami[8].

## Zastosowanie
Roślina lecznicza
- Surowiec zielarski: dojrzałe owoce (Fructus Rosae). Są składnikiem wielu mieszanek ziołowych. Zawierają oprócz ogromnej ilości witaminy C garbniki, karotenoidy, kwasy organiczne, olejki eteryczne, cukry, pektyny. Owoce są niezwykle bogatym źródłem witaminy C – zawierają jej dziesięciokrotnie więcej niż porzeczka czarna. Już 1-3 jej owoce w zupełności wystarczą do pokrycia dziennego zapotrzebowania człowieka na tę witaminę. Naturalna witamina zawarta w owocach jest przy tym trzykrotnie bardziej skuteczna od witaminy syntetycznej w tabletkach[10][potrzebny przypis]. Owoce róży mogą być używane do sporządzania przetworów i win (zob. wino z dzikiej róży)[11][12][13]. Owoce dzikiej róży zawierają również witaminy A, B1, B2, E, K i kwas foliowy, flawonoidy, kwasy organiczne, pektyny oraz garbniki[14].
- Działanie: słabo rozkurczające, żółciopędne, łagodnie moczopędne. Róża jest stosowana przede wszystkim jako lek ogólnie wzmacniający (bogate źródło witaminy C), ale także pomocniczo do leczenia różnych schorzeń wątroby, nerek i przewodu pokarmowego[13]. Specjalnie przyrządzone konfitury z dzikiej róży mogą być skutecznym lekiem na chorobę zwyrodnienia stawów[15].
- Zbiór i suszenie: owoce zbiera się, gdy dojrzeją, ale jeszcze zanim zrobią się miękkie. Suszenie ich jest dość trudne; owoce trzeba rozdrobnić, przez pierwsze 10 min. należy trzymać je w temp. ok. 100 °C, by szybko zniszczyć enzymy rozkładające witaminę C, potem suszyć w temp. ok. 50–60 °C[11].

Sztuka kulinarna
- Z płatków wykonuje się konfitury, szczególnie nadające się do nadziewania pączków[16].
- Kandyzowane płatki nadają się do dekoracji ciast oraz są dodatkiem do potpourri[16].
- Z owoców wytwarza się dżemy, soki, syropy i koncentraty witaminowe. Przetwory z róży nadają się do samodzielnego spożycia, są także używane do aromatyzowania słodyczy, napojów, ciast[16].
- Z owoców oraz płatków robi się aromatyczne herbaty[16].
- W Szwecji z dojrzałych owoców przyrządza się zupę różaną (nyponsoppa)[17].

Inne zastosowania
- Z nasion wytwarza się olej z dzikiej róży[18].
- W szkółkarstwie Rosa canina jest używana jako podkładka dla róż szlachetnych[18].
- Pędy kwitnącej róży lub gałązki z dojrzałymi owocami są wykorzystywane do wykonywania bukietów i dekoracji wnętrz[16].

## Udział w kulturze
- Próbowano ją kiedyś stosować jako lek na wściekliznę, stąd jej angielska nazwa dog-rose[19].
- Była uprawiana w starożytnym Rzymie. Rzymianie wykonywali z niej wieńce, które nakładali na głowę podczas uczt. Wypełniali jej płatkami także poduszki, co miało uspokajać i usypiać[16].
- Zdaniem znawców roślin biblijnych róża dzika i róża fenicka wymienione są w Biblii, chociaż bez rozróżnienia gatunku. Nie zawsze jednak pod nazwą róża kryją się róże, czasami jako róże określane są również: oleander pospolity, narcyz wielokwiatowy lub tulipan górski. Jeden z tych dwu gatunków róż jest wymieniony w Księdze Mądrości (2,8). Świadczy o tym nie tylko fakt, że te dwa gatunki róż są w Izraelu pospolite, ale także kontekst wydarzeń w cytowanym fragmencie Biblii: istniał wówczas zwyczaj zakładania przez biesiadników wieńców z róż podczas uczt[20].